# Ааб, Виталий Владимирович
Виталий Владимирович Ааб (род. 14 ноября 1979, Караганда, Казахская ССР, СССР) — немецкий хоккеист казахстанского происхождения, нападающий. 

## Карьера
Воспитанник карагандинского хоккея.
Основная часть карьеры прошла в Германии. Его первый клуб «EC Wilhelmshaven-Stickhausen» выступал во втором дивизионе. В нём Ааб провёл 179 игр, набрав 63+49 очков по системе «гол+пас».
Начиная с сезона 2001/02 года играл в клубах Немецкой хоккейной лиги (DEL). Провёл 609 игр, забил 154 шайбы, сделал и 188 передачи.
В 2002 и 2003 году участвовал в матче всех звёзд клубов DEL.
В 2011 году выступал в сборной Германии.

## Достижения
- — вице-чемпион Германии — 2004, 2005
- Обладатель Братины: 2014 («Сарыарка»)